# Buddy Boy
Pour plus de détails, voir Fiche technique et Distribution.
Buddy Boy est un film réalisé par Mark Hanlon, sorti en 2000.

## Fiche technique
- Titre : Buddy Boy
- Réalisation : Mark Hanlon
- Scénario : Mark Hanlon
- Musique : Michael Brook, Brian Eno et Graeme Revell
- Photographie : Hubert Taczanowski
- Montage : Regina Okasaki de Freitas et Hughes Winborne
- Production : Gina Mingacci et Cary Woods
- Société de production : Independent Pictures et Woods Entertainment
- Société de distribution : Fine Line Features (États-Unis)
- Pays :  États-Unis
- Genre : Drame et thriller
- Durée : 105 minutes
- Dates de sortie : 
  -  Italie : 5 septembre 1999 (Mostra de Venise)
  -  États-Unis : 24 mars 2000

## Distribution
- Aidan Gillen : Francis
- Emmanuelle Seigner : Gloria
- Susan Tyrrell : Sal
- Mark Boone Junior : Vic
- Harry Groener :  Père Gillespie
- Tim DeKay : Ken
- Jon Huertas : Omar
- Hector Elias : M. Salcedo
- Richard Assad : Haroonian